# فريجيدير
شركة فريجيدير للأجهزة المنزلية (بالإنجليزية: Frigidaire)‏ هي العلامة التجارية الأمريكية للأجهزة المنزلية التابعة للشركة الأوروبية الأم إليكترولوكس. بدأت الشركة بالعمل باسم جارديان فرجريتور في مدينة فورت واين بولاية إنديانا، كما قامت بتطوير أول ثلاجة قائمة، تم تطويرها بواسطة ويلز وألفريد ميلوز عام 1916. في عام 1918، قام ويليام سي ديورانت، مؤسس شركة جنرال موتورز، بالاستثمار شخصيًا في الشركة وفي عام 1919، في هذه الأثناء، تم تغيير اسم الشركة إلى فريجيدير. كانت العلامة التجارية معروفة جدًا في مجال التبريد في أوائل القرن العشرين وحتى منتصفه، لدرجة أن العديد من الأمريكيين أطلقوا على أي ثلاجة يرونها أمامهم اسم فريجيدير بغض النظر عن العلامة التجارية. في فرنسا وكيبيك وبعض البلدان أو المناطق الأخرى المتحدثة بالفرنسية، غالبًا ما تُستخدم كلمة فريجيدير كمرادف كلمة «اليوم». كلمة ريفرجريتور (Refrigerator) هي الكلمة الإنجليزية الأصلية لكلمة فريجيدير (Frigidaire)، ولكنه من المرجح أن «فريجيدير» يكون مجرد اختصار وهي كلمة معروفة بأنها استخدمت وظهرت في عام 1611. من 1919 إلى 1979، كانت الشركة مملوكة لشركة جنرال موتورز. خلال تلك الفترة، كانت في البداية شركة تابعة لشركة ديلسو لايت ثم أصبحت لاحقًا قسمًا مستقلًا مقره في دايتون، أوهايو. كما قام القسم بتصنيع ضواغط الهواء لسيارات جنرال موتورز المزودة بمكيفات هواء. بينما كانت الشركة مملوكة لشركة جنرال موتورز، ظهر شعارها بعبارة «منتج من جنرال موتورز»، وأعيد تسميته لاحقًا إلى «قسم البيئة المنزلية في جنرال موتورز». تم بيع فريجيدير لشركة وايت ساونغ مشين في عام 1979، والتي تم شراؤها في عام 1986 من قبل شركة إليكتروليكس، الشركة الأم.

## غسالات أوتوماتيكية

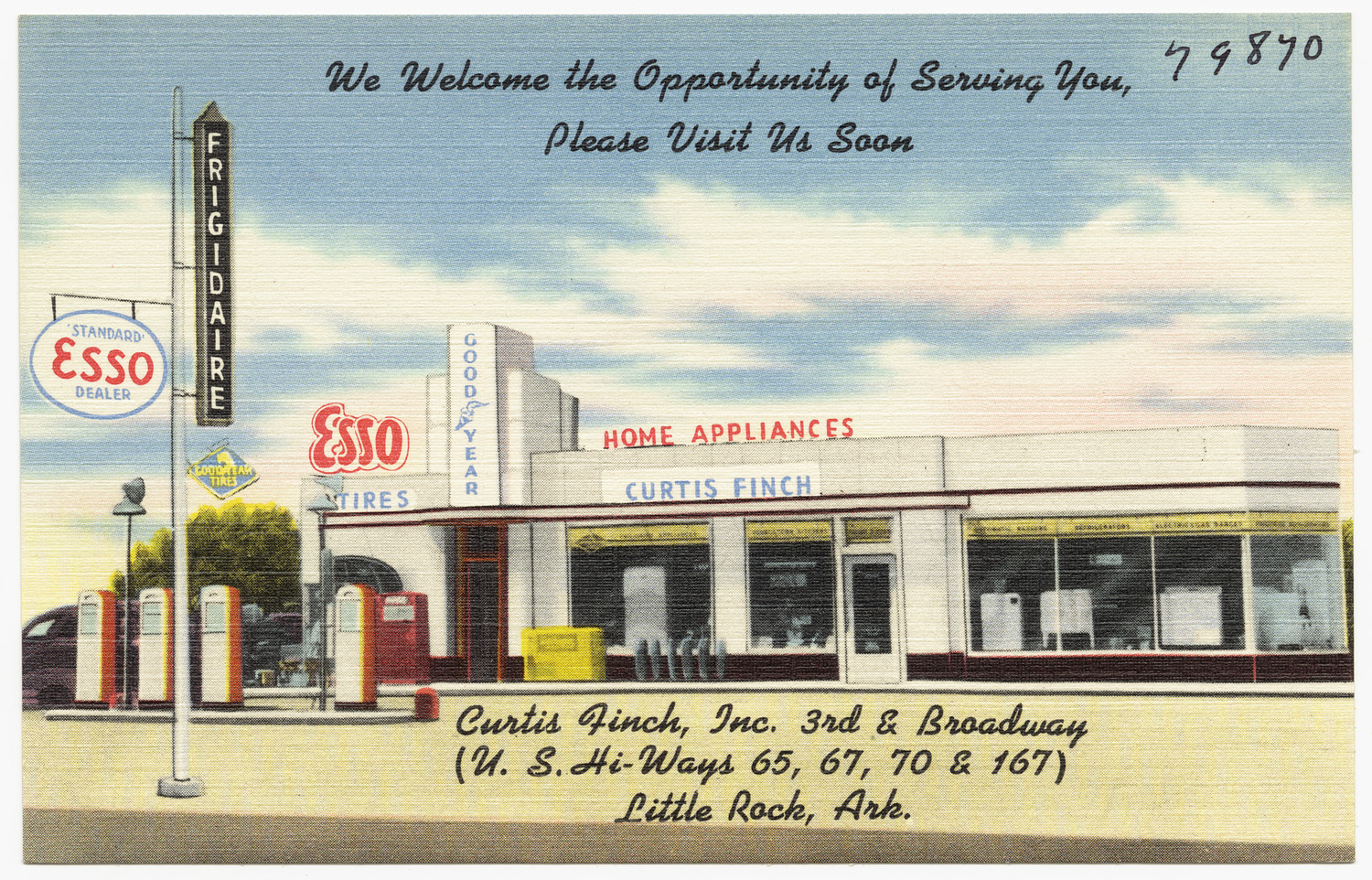
متجر يبيع منتجات فريجيدير في محطة بنزين، أركنساس، كاليفورنيا. 1930-1945

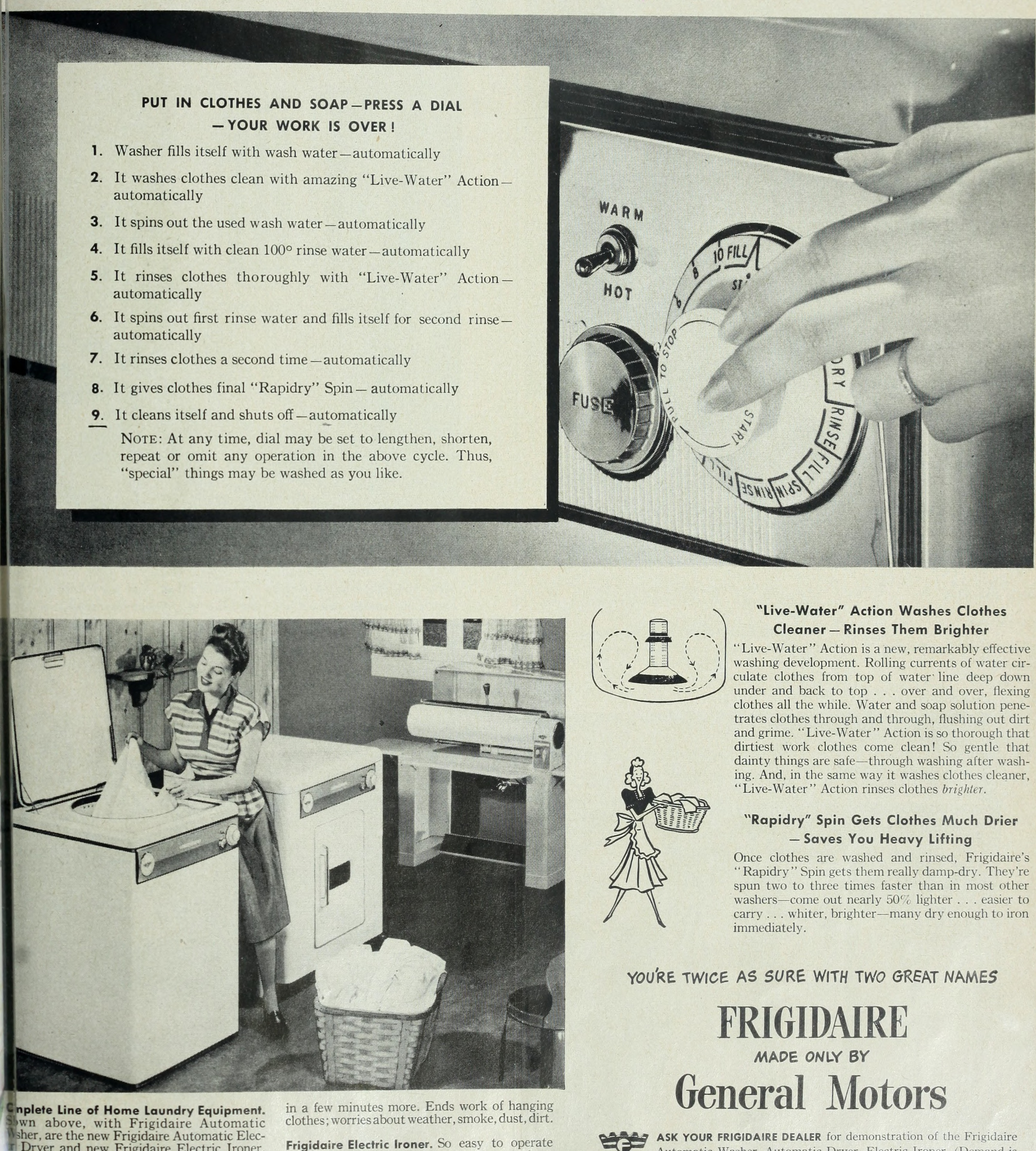
صورة عن طريقة استخدام غسالة فريجيدير، 1948

خلال السنوات التي كانت فيها شركة فريجيدير مملوكة لشركة جنرال موتورز، كانت الشركة تنافسية للغاية في مجال صناعة غسالات الملابس الأوتوماتيكية. مهندس فريجيدير، كينيث سيسون، الذي يُنسب إليه الفضل أيضًا في تصميم غسالات الملابس وغسالات الأطباق، صمم غسالة فريجيدير الأوتوماتيكية بتقنية يونيميتيك في أواخر الثلاثينيات. توقف إنتاج أول غسالات ملابس أوتوماتيكية من فريجيدير بسبب الحرب العالمية الثانية، وبالتالي لم يتم تقديم الماكينة رسميًا حتى عام 1947. كانت طريقة الغسيل في فريجيدير الأوتوماتيكية فريدة من نوعها من حيث التصميم وطريقة العمل. كانت غسالات فريجيدير شائعة بسبب آلياتها وجودتها، والتي خضعت لتغييرات متكررة على مر السنين. كانت تقنية يونيماتيك في الإنتاج الأطول، لأي منتج واحد من فريجيدير، من عام 1947 إلى عام 1958. تم تقديم تقنية بولزماتيك، الفريدة من نوعها من حيث أنها تنبض 630 مرة في الدقيقة، في عام 1955 للطرازات المنخفضة. أصبح هذا هو الأساس لمولتيماتيك، الذي تم تقديمها في عام 1959. استمر مولتيماتيك حتى عام 1964، حيث تم طرح رولرماتيك عام 1965. كانت رولرماتيك فريدة من نوعها من حيث أنه بدلاً من استخدام علبة التروس المملوءة بالزيت، قامت بكرات معدنية ويوريتان بنقل الطاقة داخل الآلية. خضع هذا لتعديلات طفيفة في عام 1970 لسعة 18 رطلاً الجديدة، والتي حافظت على نفس الآلية الأساسية ولكنها اختلفت في أنها كانت تحتوي على تعديلات في حزام المحرك وإضافة مضخة إعادة توزيع. إلى جانب الحركة الفريدة، كانت هناك ميزة بارزة أخرى لهذه الغسالات وهي مرحلة الدوران النهائية عالية السرعة. عندما استحوذت شركة وايت كنساديليتيد للصناعات على فريجيدير في عام 1979، تخلت عن تصميم شركة جنرال موتورز واستبدلته بتصميم التعبئة العلوي الذي تنتجه شركة ويستنغ هاوس، حيث كانت وايت-ويستنغ هاوس من بين العلامات التجارية الخاصة بها في ذلك الوقت.

## ثلاجات

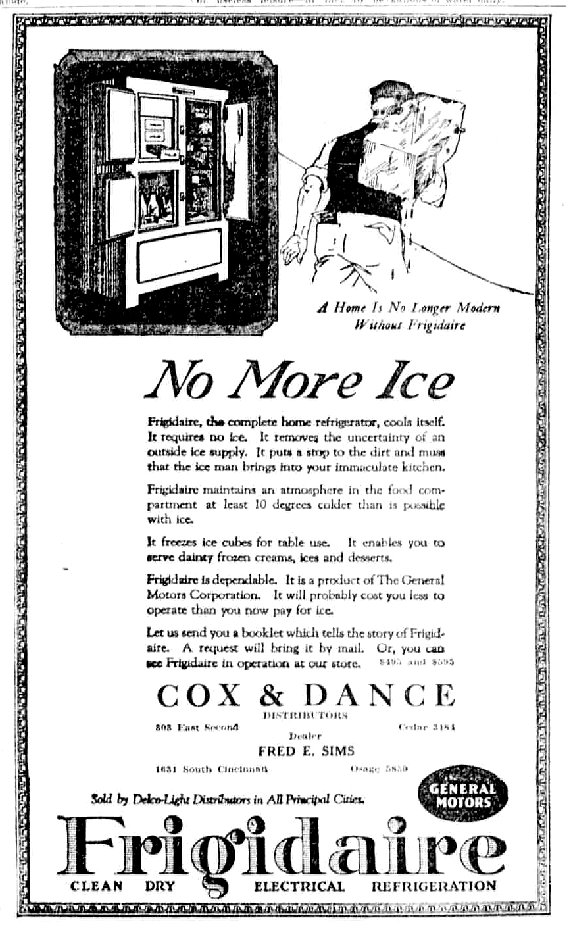
ثلاجات فريجيدير بعنوان: "لا مزيد من الثلج"، 1922

تنتج فريجيدير أيضًا مجموعة متنوعة من الثلاجات والمجمدات للسوق الاستهلاكية. تشتمل مجموعة من طرازاتهم على ثلاجات بمجمدات. تشمل الاختيارات التي يقدمونها نماذج المجمد العلوي التقليدي، بالإضافة إلى أنماط الباب الجانبي والباب الفرنسي الأكثر حداثة. في عام 2016، دخلت فريجيدير في شراكة مع رايدر آند إمبارك، وهي شركة نقل شاحنات مستقلة، لتوصيل ثلاجات من تكساس إلى كاليفورنيا. كان ضمن الشراكة استخدام شاحنات ذاتية القيادة فدائمًا ما تكون الشاحنات مستعدة في كل الأوقات. سبب تجربة المركبات ذاتية القيادة هو النقص الذي يلوح في الأفق في عدد السائقين. في عام 2015، توقعت جمعية النقل بالشاحنات الأمريكية أنه سيكون هناك نقص قدره 175000 سائق بحلول عام 2024.

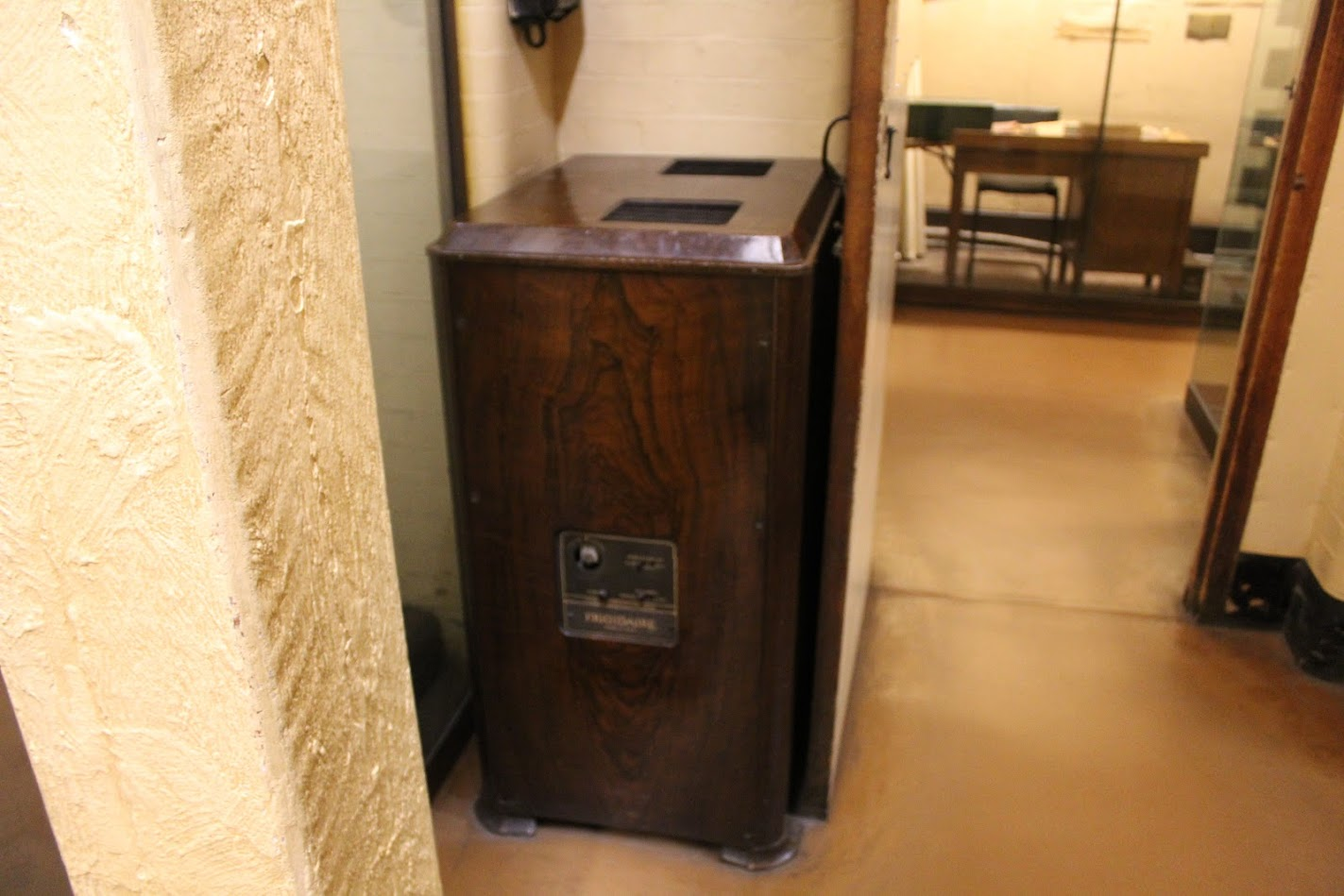
مكيف فريجيدير في غرف حرب تشرشل

## مكيفات
بالنسبة للمكيفات، لم تقم فريجيدير فقط بتصنيع مكيفات هواء منزلية، بل قدمت أيضًا أنظمة تكييف هواء لسيارات جنرال موتورز. من الخمسينيات حتى السبعينيات، اكتسبت الشركة سمعة طيبة في توفير أنظمة تكييف هواء قوية في جميع سيارات وشاحنات جنرال موتورز تقريبًا من أكبر سيارات كاديلاك إلى شيفروليه فيجا الصغيرة. جنرال موترز باعت أيضًا ضواغط تكييف الهواء للسيارات من فريجيدير إلى بريتيش ليلاند لسيارات جاكوار ولشركة رولز رويس القابضة لسيارات رولز رويس وبنتلي.

## تصنيع
تم افتتاح منشأة تصنيع مواقد جديدة في فرانك سي. منطقة بيدجون الصناعية، جنوب غرب ممفيس. تم بناء المنشأة وفقًا لمعايير شهادة ليد. يتم هناك تصنيع منتجات شركة إليكتروليكس آيكون، إليكتروليكس وفريجيدير، بما في ذلك الأفران وشفاطات الهواء وغيرها من منتجات. بدأ مصنع ممفيس للتصنيع الذي تبلغ تكلفته 190 مليون دولار على مساحة 750 ألف قدم مربع إنتاج المواقد في عام 2013. يشتمل مركز البحث والتطوير بالمصنع على التكنولوجيا والآلات لمحاكاة الاستخدام على مدى السنين للموقد وتوقعات الأداء ويمكنه اختبار أكثر من 300 منتج في وقت واحد. تدير إليكتروليكس / فريجيدير أيضًا منشأة تصنيع للغازات ومجالات الكهرباء في سبرينغفيلد بولاية تينيسي. توظف منشأة سبرينغفيلد حاليًا حوالي 2900 شخص. كما قامت بتشغيل منشأة تصنيع كبيرة في شمال المكسيك منذ عام 2005.

## وصلات خارجية
- الموقع الرئيسي
- منجات احترافيه للشركه
- صور مختاره لمنتوجات الشركة